# Русская лесная группа
Группа компаний «Русская лесная группа» (Russian Timber Group) — российская лесопромышленная компания. Штаб-квартира компании находится в Москве.

## История
Была создана в 2004 году основателями горнодобывающих компаний Peter Hambro Mining plc и Aricom plc — предпринимателями Питером Хамбро и Павлом Масловским. Первоначально носила название Tynda Forest Holdings Limited.
В 2005 году компания приобрела контрольный пакет в ОАО «ЛПК „Тындалес“», а в 2006 году — ОАО «ЛПКХ Таёжный» (обе компании находятся в Амурской области). В марте 2007 года RTG купила компанию Hupex Forest Assets Management Limited вместе с лицензией на вырубку леса в Иркутской области и одновременно — китайскую Heilongjang Far East Forest Co. Ltd., специализирующуюся на лесозаготовках на Дальнем Востоке.
В 2007 году компания готовилась провести IPO на Лондонской фондовой бирже, но отказалась от этих планов.
В период с 2009 по 2011 года два предприятия группы — «Лесопильный — деревообрабатывающий комплекс Игирма» (ЛДК Игирма) и «СЭЛ — Тайрико» прошли официальную сертификацию по системе FSC.
В 2012 году состоялся запуск «Транс-Сибирской лесной компании» (ТСЛК) и был создан один из крупнейших лесозаготовительных дивизионов.
В 2013 году на полную производственную загрузку был выведен «Лесопильно-деревообрабатывающий комплекс Игирма», который стал одним из самых высокотехнологичных предприятий лесной отрасли России. Мощность завода по переработке сырья составляет 700 тыс. м3 в год, выпуск хвойных пиломатериалов 350 тыс. м3 в год
Также в 2013 году была создана Национальная ассоциация лесопромышленников — «Русский лес».
В 2015 году началось строительство двух заводов по производству топливных гранул (пеллет), объединенных под брендом «Сибирские топливные гранулы». Общая мощность заводов, запущенных в 2016 году составляет 200 тыс. тон в год. Инвестиции в проект оцениваются в 1,5 млрд рублей.
В 2018 году после санации Промсвязьбанка активы РЛГ были переданы банку «Траст».
В ноябре 2020 года долги компании были выставлены на аукцион. В декабре 2020 года активы были приобретены единственным участником торгов, компанией бизнесмена Мурата Алиева «Печора-Лес». В рамках консолидации лесных активов в 2021 году было создано ООО «Интер Форест Рус», куда вошли активы «Русской лесной группы». В октябре 2021 началась сделка по покупке 100% доли уставного капитала «Интер Форест Рус» лесопромышленным холдингом Segezha Group. 21 декабря 2022 года сделка была завершена.

## Деятельность
Группа компаний «Русская лесная группа» — объединение лесозаготовительных и деревообрабатывающих предприятий в Иркутской области, среди них «Лесопильно-деревообрабатывающий комплекс Игирма», «Транс-Сибирская лесная компания» и «СП СЭЛ Тайрику».
«Лесопильно-деревообрабатывающий комплекс Игирма», строительство которого было начато в 2006 году, включен приказом Минпромэнерго России в перечень приоритетных инвестиционных проектов в области освоения лесов, а также в «Стратегию социально-экономического развития Сибири до 2020 года».
Совокупная производственная мощность компании по входному сырью составляет 2,2 млн м³ в год.
По данным на 2007 год, компании принадлежали лицензии на освоение 2,4 млн га леса на территории России, с общим запасом древесины 416 млн м³.
В 2006 году компания произвела 2,1 млн м³ кругляка и 185 тыс. м³ пиломатериалов, а выручка за финансовый год, закончившийся 31 марта 2007 года, составила 112 млн долл.
В 2012 году компания произвела около 300 тыс. м³ пиломатериалов. Оборот в 2012 году составил 2,4 млрд руб. (без НДС).
В 2013 году совокупный объём продаж пиломатериалов у компании составил 469 тыс.м³, что на 62 % выше показателя 2012 года
В 2014 году выручка от продаж составила 8,2 млрд рублей, а рост производства пиломатериалов превысил отметку в 760 тыс. м³.
В 2015 году группа компаний «Русская лесная группа» стала победителем премии «Lesprom Awards» в номинации "Лучший инвестиционный проект за вывод ТСЛК на производственную мощность в 300 тыс. м³. В 2015 году выручка от продаж превысила 10 млрд рублей, а производство пиломатериалов составило 858 тыс. м³.
Группа компаний «Русская лесная группа» поставляет продукцию в Китай, Японию, Южную Корею, Европу и страны MENA.
Численность сотрудников на 2016 год — свыше 3 тыс. человек.